# Joseph Schillinger
Pour les articles homonymes, voir Schillinger.
Joseph Schillinger (né le 31 août 1895 à Kharkiv et mort le 23 mars 1943 à New York) est un compositeur et théoricien de la musique.

## Biographie
Sorti du Conservatoire de Saint-Pétersbourg en 1917, il devient professeur de composition à Kharkiv et dirige en 1919-1922, un orchestre populaire symphonique d'Ukraine. En 1922-1928, il occupe le poste de consultant au Commissariat du Peuple à l'éducation de Petrograd, puis de Léningrad. Envoyé aux États-Unis en 1928, pour compléter sa formation, il y retrouve son ancien ami Lev Termen, l'inventeur de l'un des tout premiers instruments de musique électronique, le thérémine. Ensemble ils organisent plusieurs représentations de musique électronique. 
Joseph Schillinger quitte définitivement l'Union soviétique en 1929. Il s'établit à New York et se consacre presque exclusivement à l'enseignement et à la théorie de la musique. Parmi ses élèves on retrouve Lawrence Berk, George Gershwin, Glenn Miller, Oscar Levant, Benny Goodman, Leith Stevens, George Duning, Nathan van Cleave (en), Eddy Lawrence Manson et Fred Steiner, Leroy Lovett.
L’œuvre de Mary Ellen Bute est également influencée par ses théories de composition basées sur les mathématiques.
Son œuvre majeure The Schillinger System of Musical Composition en deux volumes est publiée après sa mort.

## Liste des œuvres
- Deux vocalises, Op. 10
- L'Excentriade, Op. 14
- Deux poèmes d'Aseev, Op. 15
- Première suite aérophonique pour thérémine et orchestre